# パルプ・紙関連の業界団体の一覧
パルプ・紙関連の業界団体の一覧（パルプ・かみかんれんのぎょうかいだんたいのいちらん）を示す。
パルプ製造業者、紙製造業者の親睦などを目的とする団体、技術向上などを行う団体など、多岐にわたる。

## 業界団体一覧
- 日本製紙連合会
- 日本伝産和紙筆墨硯協議会
- 全国手すき和紙連合会
- 機械すき和紙連合会
- 日本容器包装リサイクル協会
- 日本包装技術協会
- 全国クラフト紙袋工業組合
- 日本王冠コルク工業連合会
- 全国紙コップ工業会
- 全国乳栓容器協会
- 全国段ボール工業組合連合会
- 段ボールリサイクル協議会